# Phoboscincus
Phoboscincus — рід ящірок з родини сцинкових.

## Класифікація
Містить два види:
- Phoboscincus bocourti
- Phoboscincus garnieri

Рід введено 1974 року для 2 видів сцинкових з роду сцинки довгоногі (Eumeces) з Нової Каледонії. Еволюційно близькі до сцинків родів Tachygyia та Eugongylus.